# Manuel Camacho (Schauspieler)
Manuel Ángel Camacho Mohedano (* 30. November 1999 in Villanueva de Córdoba, Provinz Córdoba, Andalusien) ist ein spanischer Filmschauspieler.

## Leben
Für seine Rolle des jungen Marcos in dem deutsch-spanischen Kinofilm Wolfsbrüder, seinem Debüt als Filmschauspieler, wurde er 2010 für den spanischen Goya als bester Nachwuchsdarsteller nominiert. Wie Brüder im Wind aus dem Jahr 2016 ist die zweite Filmproduktion, in der er zu sehen ist.

## Filmografie
- 2010: Wolfsbrüder (Regie: Gerardo Olivares)
- 2016: Wie Brüder im Wind (Regie: Gerardo Olivares, Otmar Penker)